# Ezechiele (profeta)

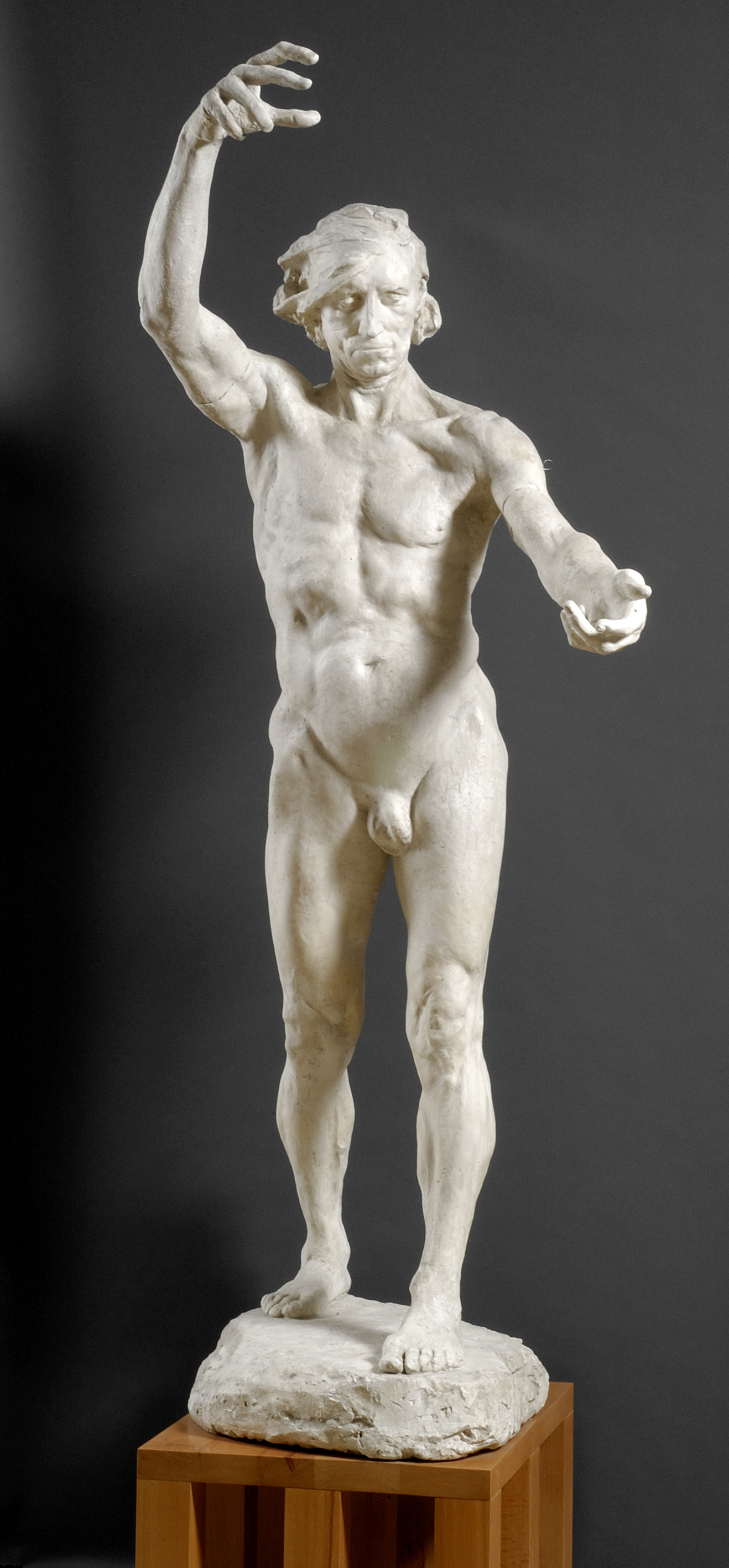
Giuseppe Graziosi, Il profeta Ezechiele, 1908-1911; Modena, Gipsoteca "Giuseppe Graziosi"

Ezechiele (Gerusalemme, 620 a.C. circa – 570 a.C. circa) fu uno dei profeti maggiori e l'autore dell'omonimo Libro.

## Biografia
Ezechiele nacque verso la fine del regno di Giuda, intorno al 620 a.C. Apparteneva ad una famiglia di sacerdoti, ma visse ed operò da profeta.
Fu deportato in Babilonia nel 597 a.C. assieme al re Ioiachin e si stabilì nel villaggio di Tel Abib sul fiume Chebar, come riportato nel Libro di Ezechiele, in un sito da identificare probabilmente lungo il canale di Khabur, vicino all'antica città di Nippur nell'odierno Iraq. Cinque anni più tardi ricevette la chiamata alla missione di profeta. Doveva rincuorare i Giudei in esilio e quelli rimasti a Gerusalemme.
Non è conosciuta la data della morte, ma si sa solo che era ancora vivo 22 anni più tardi della chiamata profetica.
Inascoltato all'inizio della sua missione, dopo la caduta di Gerusalemme il popolo gli diede ascolto perché aveva compreso la veridicità delle sue profezie. La sua predicazione si concentrò, da quel momento, sulla ricostruzione della Città santa.
Dal testo biblico si evince che ricevette delle profezie complesse ed era in grado di vedere i fatti che si verificavano a Gerusalemme, pur essendone distante quasi 2.000 km. Rileva comunque lo storico ed archeologo Mario Liverani come nel libro di Ezechiele - in seguito alla stratificazione redazionale e ad "un'ampia revisione del libro di Ezechiele da parte di discepoli che operarono al tempo dell'esilio o poco dopo" - "il testo del profeta ha poi senza dubbio subito degli aggiustamenti post eventum". Per quanto riguarda inoltre uno dei suoi oracoli più noti, l'imminente e definitiva distruzione di Tiro, gli esegeti del cattolico "Nuovo Grande Commentario Biblico" osservano che "le predizioni di Ezechiele che Tiro sarebbe caduta non si avverarono mai"; oltre due secoli dopo, nel 332 a.C., fu Alessandro Magno a conquistarla e distruggerla, anche se non definitivamente. Ezechiele, osservano gli stessi esegeti del Commentario, in data successiva riadatterà tale profezia all'oracolo sulla sconfitta dell'Egitto, anche se, come rileva ancora lo storico Liverani, "l'invasione di Nabucodonosor in Egitto, profetizzata sia da Ezechiele (29-30) sia da Geremia (43:8-13; 46:13-26), non avrà mai luogo nei termini da essi indicati".
Vedeva se stesso come pastore che doveva vegliare sul popolo, guidandolo dall'interno. Si considerava come anticipatore del Messia. Si presentava anche come guardiano del popolo poiché doveva annunciargli l'imminente giudizio di Dio. Accusava gli israeliti per i loro peccati e li invitava alla conversione.

## Il messaggio
Centro del messaggio di Ezechiele era la trascendenza di Dio, caratteristica condivisa con gli altri grandi profeti scrittori. Egli infatti apre quasi tutti i suoi oracoli con l'espressione giunse a me la parola di Jhwh. Inoltre, anche nella grande teofania iniziale e nella seconda grande teofania, evita accuratamente di dare una rappresentazione della divinità, e descrive in termini fantasticamente antropomorfici 'la corte divina' - ispirata dal bestiario mitico dei Babilonesi - e non la persona divina in sé.
Come gli altri profeti, di solito non usa l'espressione spirito, anche se talvolta essa appare in riferimento letterale al soffio divino o ad un generico spirito che prende possesso del profeta, senza altre specificazioni. Solo di rado Ezechiele parla esplicitamente dello spirito di Dio.
Ezechiele aveva fatto proprio anche un messaggio di giudizio. Giuda aveva disobbedito alle leggi di Dio, trascurato il sabato, profanato il Tempio, praticato l'impurità, stretto legami con popoli stranieri. Per questo doveva essere punito. Ma Ezechiele si fece portatore anche di un messaggio di speranza, perché Giuda si sarebbe risollevato dalla sua caduta come un morto che risuscita dalla tomba.
In merito al cosiddetto linguaggio apocalittico dei capitoli 38-39 - stante "un'ampia revisione del libro di Ezechiele da parte di discepoli che operarono al tempo dell'esilio o poco dopo" e la stratificazione redazionale del libro stesso - gli esegeti del cattolico "Nuovo Grande Commentario Biblico" osservano come "questa parte viene solitamente considerata un'aggiunta più tarda".

## Culto
Il culto di Ezechiele è stato introdotto molto presto dalla Chiesa cattolica. Il suo nome risulta inserito già nel Martirologio di San Beda al 10 aprile.
Una delle sue visioni più famose, quella del campo cosparso di ossa che tornano a rivivere al soffio di Dio, viene vista dai cristiani quale simbolo della resurrezione della carne.
Un'altra visione è quella che mostra quattro viventi (uomo, leone, bue e aquila; cfr. Ezechiele 1, 10) attorno al trono dell'Eterno, nei quali si sono visti i simboli degli evangelisti.